# Sara Bergmark Elfgren

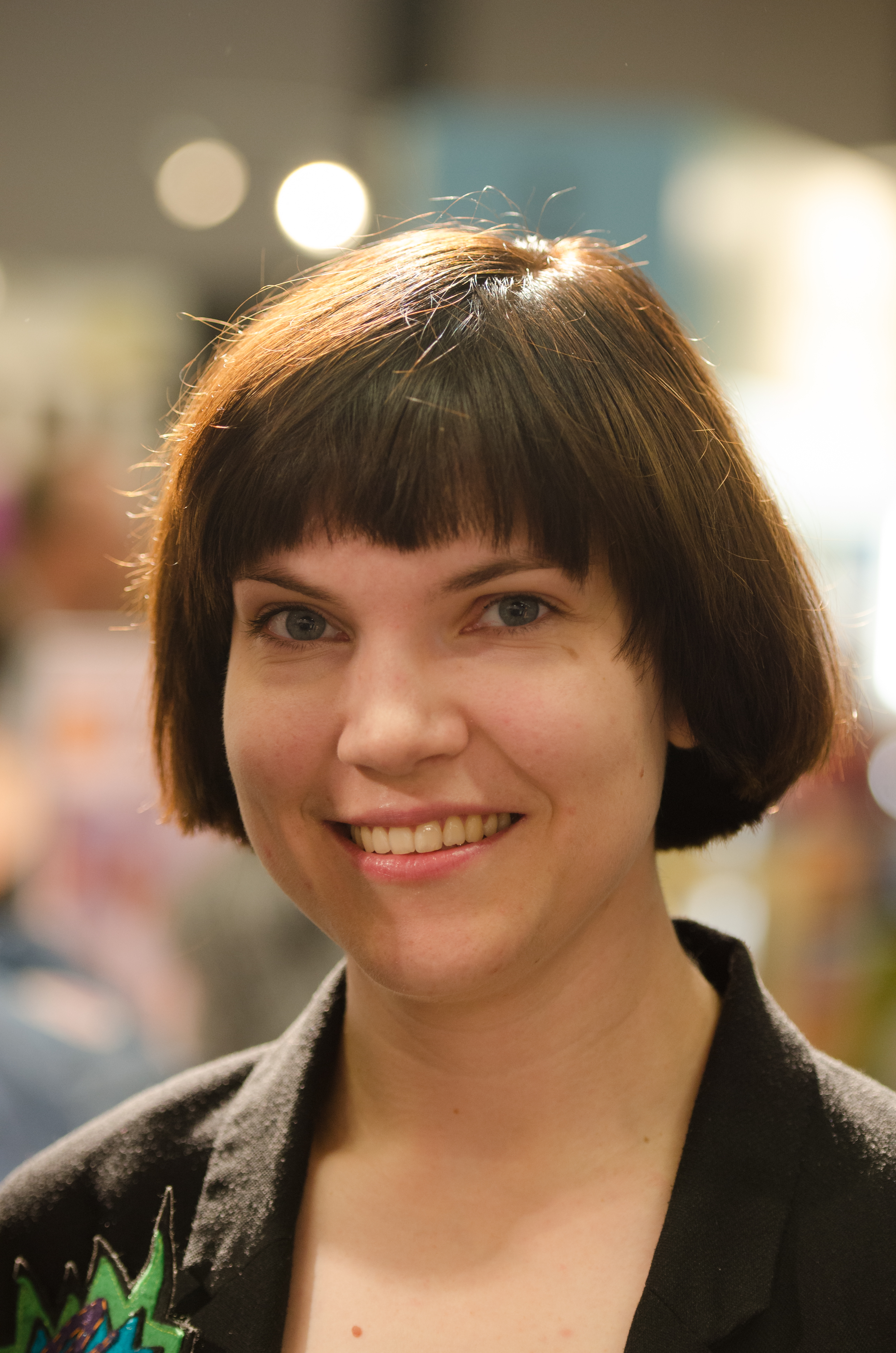
Sara Bergmark Elfgren, 2012.

Sara Bergmark Elfgren (13 de março de 1980) é uma escritora sueca. Seu primeiro romance, Cirkeln (escrito em colaboração com Mats Strandberg), foi nomeado para o Prémio August.